# Lord Kingsborough

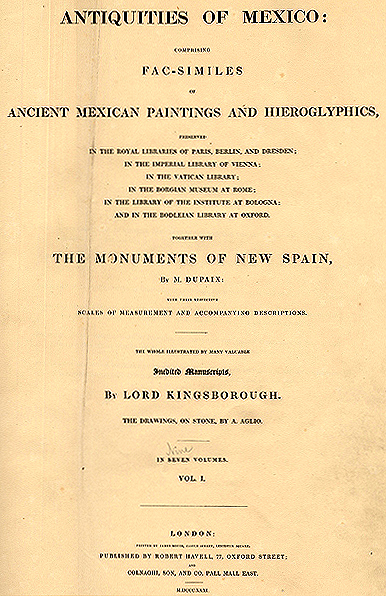
La portada del. volumen de Antiquities of Mexico.

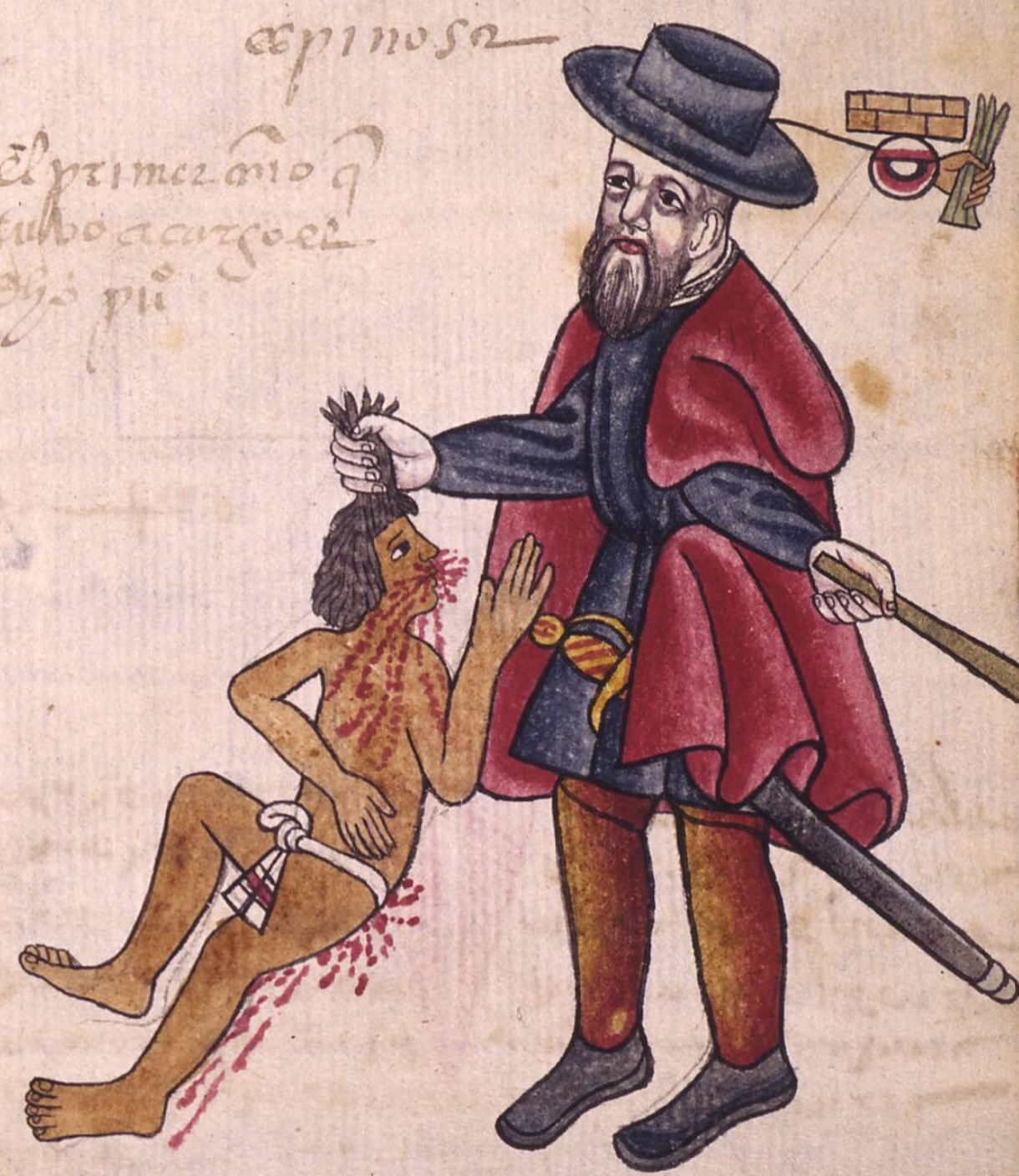
Códice Kingsborough: un encomendero abusa de un indio. Copia del italiano Agostino Aglio 1825-1826, para Lord Kingsborough.

Edward King, Vizconde de Kingsborough, llamado Lord Kingsborough, (16 de noviembre de 1795 – 27 de febrero de 1837) fue un anticuario irlandés que pretendió demostrar que los aborígenes de América eran una de las diez tribus perdidas de Israel. Reunió y rescató numerosa bibliografía y documentación facsimilar conteniendo los reportes de los primeros exploradores de Mesoamérica y de las ruinas mayas precolombinas. Fue el hijo mayor de George King, 3.er. Conde de Kingston, y miembro del parlamento del Reino Unido, representando al condado de Cork.
En 1831, Lord Kingsborough publicó el primer volumen de Antiquities of Mexico, una colección de copias de diversos Códices prehispánicos de Mesoamérica que incluía la primera publicación completa del Códice de Dresde. El costo exorbitante de las reproducciones incluidas lo pusieron en bancarrota y fue encarcelado por sus deudas. La sofisticada publicación fue una de las primeras que se hicieron sobre el tema de las culturas mesoamericanas y tuvo como consecuencia despertar el interés de investigadores y exploradores que más tarde se dedicaron al estudio de esas cuestiones como John Lloyd Stephens y Charles Étienne Brasseur de Bourbourg hacia la segunda mitad del siglo XIX. A partir de la publicación se elaboraron muchas teorías y mitos acerca del origen no indígena de los nativos de América.
En 1837 Lord Kingsborough fue encarcelado en la prisión del alguacil, en  Dublín, porque no podía pagar una pequeña deuda contraída con un impresor. Contrajo typhus mientras estaba en prisión, tras lo cual fue liberado y murió tres semanas después, el 27 de febrero de 1837, a la edad de 41 años, dos años antes de heredar el título nobiliario de su padre. 
Los últimos dos volúmenes de Antiquities of Mexico fueron publicados por sus herederos de manera póstuma.
Se llamó posteriormente Códice Kingsborough al conjunto de documentos facsimilares y de copias de los manuscritos precolombinos mesoamericanos que incluyó Lord Kingsborough en su publicación, titulada originalmente Antiquities of Mexico.

## Obra
- (en inglés) Antiquities of Mexico: comprising fac-similes of ancient Mexican paintings and hieroglyphics, preserved in the royal libraries of Paris, Berlin and Dresden, in the Imperial library of Vienna, in the Vatican library; in the Borgian museum at Rome; in the library of the Institute at Bologna; and in the Bodleian library at Oxford. Together with the Monuments of New Spain, by M. Dupaix: with their respective scales of measurement and accompanying descriptions. The whole illustrated by many valuable inedited manuscripts, by Augustine Aglio (9 vols.). Londres: A. Aglio (Vols. 1–5), R. Havell (Vols. 6–7), H.G. Bohn (Vols. 8–9). 1830–1848. OCLC 5852094.